# Hiroyuki Ishida
Hiroyuki Ishida (jap. 石田 博行, Ishida Hiroyuki; * 31. August 1979 in der Präfektur Kanagawa) ist ein ehemaliger japanischer Fußballspieler.

## Karriere
Seinen ersten Vertrag unterschrieb er 1998 bei den Shimizu S-Pulse. Der Verein spielte in der höchsten Liga des Landes, der J1 League. Für den Verein absolvierte er zwei Erstligaspiele. 2001 wechselte er zum Ligakonkurrenten Tokyo Verdy. Danach spielte er bei den Clementi Khalsa (2001), Sydney Olympic (2001–2004), Perth Glory (2005–2006) und Johor (2006). 2006 wechselte er zum Erstligisten Ventforet Kofu. 2007 wechselte er zum Zweitligisten Sagan Tosu. Für den Verein absolvierte er 19 Spiele. Danach spielte er bei den Fujieda MYFC (2009–2013). Ende 2013 beendete er seine Karriere als Fußballspieler.

## Erfolge
Shimizu S-Pulse
- J1 League

Vizemeister: 1999
- Kaiserpokal

Finalist: 1998